# 高田景子
高田 景子（たかだ あきこ、1970年11月11日 - ） は、東京都出身のフリーアナウンサー・女優である。生島企画室に所属していた。身長160 cm。
7歳から9歳までの2年間をシンガポールで過ごす。獨協大学外国語学部英語学科卒業。
英語が堪能であり、NHK教育『英会話 トーク&トーク』や、英語劇などにも出演していた。

## 担当番組
- あなたへモーニングコール（水曜、木曜、TBSラジオ）
- いま得!（テレビショッピングコーナー担当、テレビ朝日）
- 散歩シリーズテレビショッピングコーナー担当（テレビ朝日）
- どうする?東京（TOKYO MX）
- 生島ヒロシのココカラ元気!（アシスタント、BSフジ、2011年10月15日 - ）[2]
- 池波正太郎の江戸料理帳（アシスタント、時代劇専門チャンネル）

## 舞台出演
- DARK OF THE MOON（1991年）
- THE WINDS OF GOD（1992年、1998年、1999年）
- わたしたちは そこらの人々（2006年）

## インターネットテレビ
- シルク姉さんの美人学院！ （フジテレビ）無料動画サイト「見参楽（みさんが！）」